# Radio Fiume
Radio Fiume (HR Rijeka) è una emittente radiofonica in lingua italiana con sede a Fiume (Croazia). È una delle due redazioni in lingua italiana della radiotelevisione pubblica croata HRT, assieme a Radio Pola.
Fondata il 16 settembre 1945 come una delle prime emittenti bilingui d'Europa, Radio Fiume si rivolgeva alla comunità nazionale italiana delle regioni jugoslave del Quarnero. Presto Radio Fiume vede ridursi i suoi spazi radiofonici per via delle tensioni politiche tra Italia e Jugoslavia. La ripresa avviene a partire dagli anni '60 e '70, con una nuova redazione italofona volta alla promozione e diffusione della cultura italiana sulla costa croata.
Oggi Radio Fiume diffonde quotidianamente tre notiziari in lingua italiana e un Giornale radio, ricevibile anche attraverso le onde medie e via satellite nell’ambito della trasmissione “Voce dalla Croazia”, per complessivi trenta minuti.
Radio Fiume trasmette, all'interno della convenzione con la comunità nazionale italiana, anche programmi radiofonici in lingua italiana: in particolare, la stazione diffonde ogni giorno due notiziari (ore 10.30 e 12.30) e un giornale radio (ore 16) in lingua italiana: è ricevibile in loco, anche in Friuli-Venezia Giulia e Veneto Orientale via FM 104,7 MHz, su internet (intero programma) su http://www.hrt.hr/streamf/RIJEKA Archiviato il 7 febbraio 2015 in Internet Archive., via satellite (ore 16) in Europa, Nord Africa, Medio oriente su Eutelsat 16A, 16° Est; in Nord America su Telstar 5, 97° est; in America Centrale e Meridionale sul satellite NSS 806, 40,5° ovest; in Australia e Nuova Zelanda su OPTUS B 3, 152° est. Un ruolo simile svolge, in Slovenia, Radio Capodistria, canale radio della RTVSLO, ma quest'ultima ha suddiviso la sua programmazione in due canali radio distinti, uno in lingua italiana (Radio Capodistria) e l'altro in lingua slovena (Radio Koper).